# Ormträsk
Ormträsk är en sjö i Sjundeå kommun i Finland.   Den ligger i landskapet Nyland, i den södra delen av landet, 40 km väster om huvudstaden Helsingfors. Ormträsk ligger 65 meter över havet. Den ligger vid sjön Grundträsk. I omgivningarna runt Ormträsk växer i huvudsak barrskog. Arean är 10,2 hektar och strandlinjen är 1,76 kilometer lång. Sjön  ingår i Sjundeå å huvudavrinningsområde. 
År 2024 grundade Sjundeå kyrkliga samfällighet ett nytt natruskyddsområde omkring Vikträsk och Ormträsk. Området är terrängmässigt varierande och består huvudsakligen av mosskog mitt i en särskilt naturskön sjömosaik. Även iakttagelser av flygekorre har gjorts på området.
I övrigt finns följande vid Ormträsk:
- Grundträsk (en sjö)